# Preetz (Meklemburgia-Pomorze Przednie)
Preetz – gmina w Niemczech, wchodząca w skład urzędu Altenpleen w powiecie Vorpommern-Rügen, w kraju związkowym Meklemburgia-Pomorze Przednie.

## Toponimia
Nazwa Preetz ma pochodzenie połabskie i oznacza dosłownie miejsce położone nad rzeką. W języku polskim rekonstruowana w formie Porzecze.